# Cantón de Annonay-Sur
El cantón de Annonay-Sur era una división administrativa francesa, que estaba situada en el departamento de Ardecha y la región de Ródano-Alpes.

## Composición
El cantón estaba formado por ocho comunas, más una fracción de la comuna que le daba su nombre:
- Annonay (fracción)
- Monestier
- Roiffieux
- Saint-Julien-Vocance
- Talencieux
- Vanosc
- Vernosc-lès-Annonay
- Villevocance
- Vocance

## Supresión del cantón de Annonay-Sur
En aplicación del Decreto nº 2014-148 de 13 de febrero de 2014, el cantón de Annonay-Sur fue suprimido el 22 de marzo de 2015 y sus 9 comunas pasaron a formar parte del nuevo cantón de Annonay-2.